# The Corbet Field
El Corbet Field es un estadio de usos múltiples en Saint Samsaon, Guernsey. Actualmente se utiliza para partidos de fútbol y para el Crown Green Bowling. El campo es la sede del Vale Recreation FC, del Vale Recreation Bowls Club y de la Selección nacional de fútbol de Guernsey.
El estadio tiene capacidad para 3000 espectadores.

## Historia
El estadio fue construido en 1932 por Jurat Wilfred John Corbet OBE (1893-1971), quien donó el terreno para tal uso.